# Brasilsat A1
Brasilsat A1 è stato il primo dei satelliti brasiliani, messo in orbita nel 1985, ha fatto del Brasile la 18ª Nazione ad avere un satellite in orbita e la terza, dopo India e Indonesia, del cosiddetto "Terzo mondo" (ovvero, quei Paesi che non si erano schierati palesemente con gli Stati Uniti né con l'URSS). Si tratta di un satellite cilindrico HS-376.
A differenza di tutte le Nazioni che l'hanno preceduto, il Brasile non ha mandato in orbita un satellite per ricerche scientifiche, bensì uno per le telecomunicazioni: ciò nasceva dall'esigenza di modernizzare le comunicazioni all'interno di un Paese già in grande trasformazione, ma ancora profondamente rurale. Gestore di questo era l'Embratel. Inoltre, a differenza di tutte, si rivolse (1982) all'azienda canadese SPAR Aerospace per la progettazione di due satelliti HS-376 (su licenza della statunitense Hughes Aircraft) e alla Francia per il lancio, che ha avuto luogo a Kouru, nella Guyana francese (1985). Brasilsat A1 è stato lanciato assieme al primo satellite saudita, Arabsat-1A. Progettato per durare otto anni, nel 2002 è stato infine condotto nell'orbita cimitero.

## Serie BrasilSat
Negli anni successivi furono lanciati una serie di satelliti appartenenti alla famiglia BrasilSat, che forniva servizi di telecomunicazioni anche ad altri paesi dell'America Latina. La serie BrasilSat aveva un totale di 6 satelliti, lanciati tra il 1985 e il 2000, l'ultimo BrasilSat B4 lanciato è attivo, gli altri sono in pensione.
- BrasilSat A1
- BrasilSat A2
- BrasilSat B1
- BrasilSat B2
- BrasilSat B3
- BrasilSat B4

Con la privatizzazione della società sono stati denominati i seguenti satelliti Star One.